# Egitto ai Giochi della V Olimpiade
L'Egitto come Chedivato d'Egitto ha partecipato alle Giochi della V Olimpiade di Stoccolma, con una delegazione di 1 atleta. Quella del 1912 è la prima presenza dell'Egitto ad un'olimpiade, la prima di un paese arabo.
L'unico atleta che ha partecipato è lo schermidore Ahmed Hassanein nella spada e nel fioretto.